# スティクソサウルス
スティクソサウルス Styxosaurusは、カンザスの白亜紀後期の地層から発見されたエラスモサウルス科の首長竜の属の一つである。

## 説明

遊泳サイクル

スティクソサウルスは大型首長竜で、白亜紀後期のエラスモサウルス類と呼ばれるグループに属する種類の一つである。エラスモサウルス類は短くとも全長の半分ほどの長い首が特徴で、60～72個の頚椎をもっていた。
スティクソサウルスは約11～12ｍの全長で、その半分は5.25mの首である。尖った歯は他の首長竜類と同じく円錐形で噛み切るよりも捕らえる事に特化しており、獲物は丸飲みにしたと考えられる。彼らの天敵は、最も獰猛な海の怪物、鋭い歯をしたサメのクレトキシリナやモササウルス科の巨大なティロサウルスなどだったと考えられている。スティクソサウルスは2組のヒレ足を持っていた。現代のアザラシやアシカと同じように、ヒレ足を8の字に動かして水中を泳いでいた。彼らの腹部の化石と一緒に、胃石と呼ばれる石が数百個発見されることがある。この石は、消化を助けるため、あるいは泳ぐときの安定性を得るためにのみ込んでいたものと推測されている。

## 分類

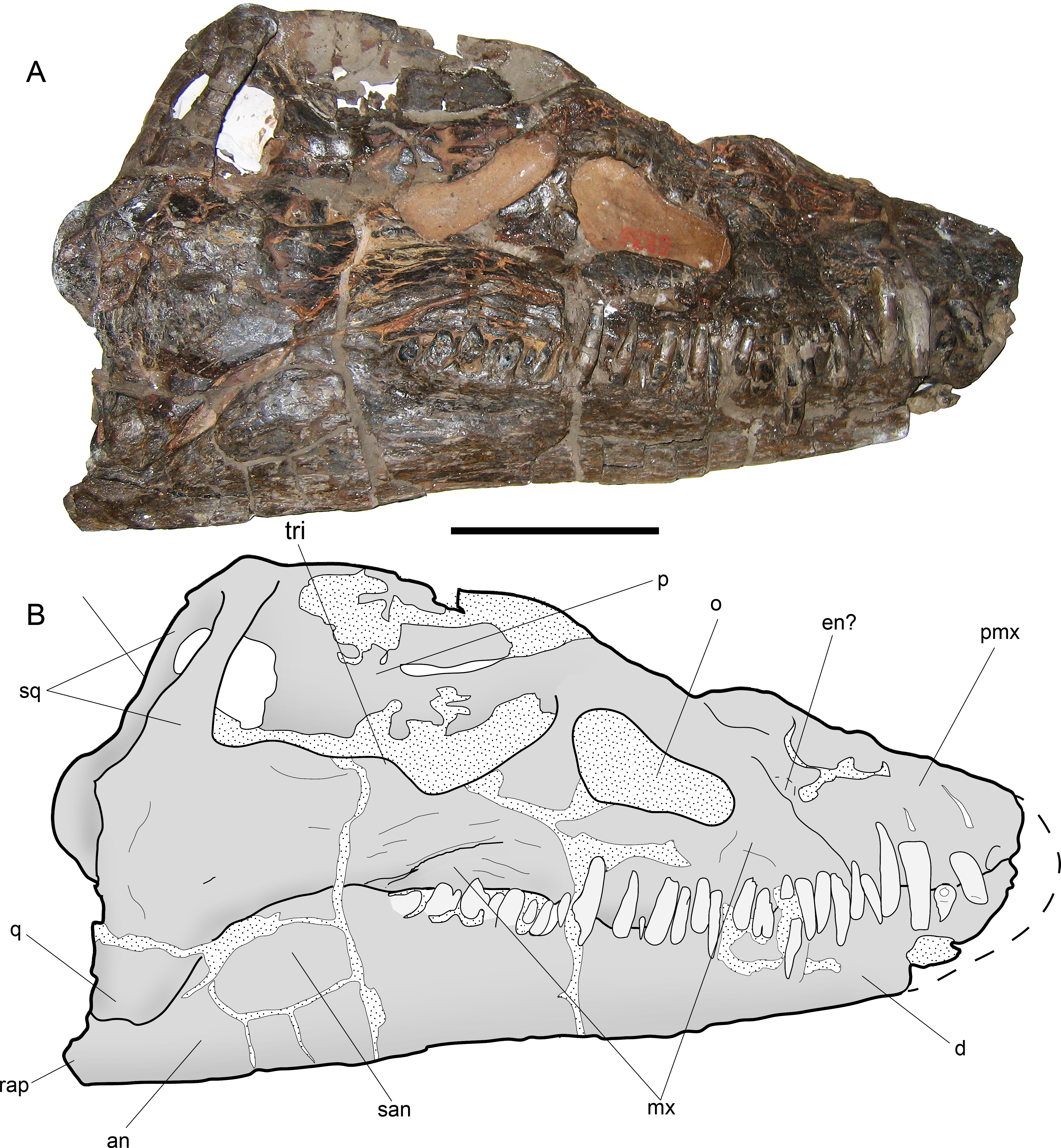
S. browniの頭骨

スティクソサウルス・スノウィー (Styxosaurus snowii)はエラスモサウルス科に分類され、エラスモサウルス・プラティウルスに近縁である。
スティクソサウルス・スノウィーは記載当初、キモリアサウルス属に含められキモリアサウルス・スノウィーと呼ばれたのである。その標本は完全な頭骨と20個以上の頸椎で構成されるのである。カンザスのヘルクリークの近くで1890年にジャッジ・ウィリストンによって発見されたものである。
後の1906年にエラスモサウルス・スノウィーと改名され 、1943年にスティクソサウルスになった。
第二の種、スティクソサウルス・ブロウニ (Styxosaurus browni)は、1952年に記載されたが、1999年にヒドラルモサウルスのシノニムとなり、現在その名は使われていないのである。